# Badoo
Badoo è un social network multilingue con sede a Londra. Beneficiando di una interfaccia multilingue offre ai suoi utenti registrati la possibilità di comunicare con persone a livello locale e globale, per condividere foto e video con amici, creare reportage delle loro vite e promuovere se stessi ed i loro progetti.

## Storia
Lanciato nel maggio 2006, a marzo 2008 ha oltre 14 milioni di utenti registrati ed è nella classifica tra i 1000 siti più visitati al mondo secondo Alexa. Nel sito è possibile trovare un'interfaccia che aggiorna su quante iscrizioni avvengono e quante sono in totale. A marzo 2012 gli iscritti sono oltre 140 milioni per arrivare a 243 milioni nell'aprile 2015.

## Modello di business
Come in altri siti che offrono servizi simili su Badoo c'è pubblicità. Esiste anche il servizio Rise Up ("Scala la vetta" nella versione italiana) che permette agli utenti di ottenere visibilità e rappresenta la principale fonte di guadagno del sito. Inizialmente tale servizio era gratuito per le donne (un Rise up ogni 24 ore) ed a pagamento per gli uomini, mentre adesso è a pagamento per tutti gli utenti. Il sito comprende anche un sistema di Ranking che permette agli utenti con la media più alta di essere posti nella pagina principale e incrementare la possibilità di esser contattati da altri utenti.
Il servizio consente una ricerca per città o area geografica. È possibile attivare servizi a pagamento per ottenere una posizione più alta, con maggiore visibilità, nelle ricerche e per sbloccare funzionalità aggiuntive. Agli utenti è consentito l'invio di un massimo di 20 messaggi al giorno, e per evitare spam, massimo due messaggi ad un altro utente se questo non risponde.